# Чернелицький район
Черне́лицький район — колишній район у складі Станіславської області УРСР. Центром району було містечко Чернелиця.

## Адміністративний устрій
17 січня 1940 року Городенківський повіт було розділено на три райони — Городенківський, Обертинський і Чернелицький райони. До Чернелицького району відійшли села ґмін Чернеліца і Сємаковце.
Першим секретарем райкому компартії призначений Абрамов М.І. (до того — перший секретар Зміївського райкому КП(б)У Харківської області).
У роки ІІ світової війни територія району була окупована німцями і увійшла до Городенківського староства (крайсгауптманшафту) Дистрикту Галичина, а з 1 квітня 1942 р. — до Коломийського староства. В навесні 1944 року Радянські війська знову захопили територію району і був відновлений Чернелицький район з усіма установами.
Станом на 1 вересня 1946 року площа району становила 200 км², кількість сільських рад — 13, селищних — 1. 
На 22.01.1955 в районі залишилось 12 сільрад.
Указом Президії Верховної Ради УРСР 6 червня 1957 р. Чернелицький район ліквідовано і приєднано до Городенківського району.

## Діяльність ОУН і УПА
На території району діяла районна організація ОУН, очолювана районним проводом ОУН, який підпорядковувався Городенківському надрайонному проводу ОУН.
Останні з підпільників ОУН району були схоплені емдебілами у вересні 1956 р.

## Адміністративний поділ станом на 1 вересня 1946 року[5]
- Чернелицька селищна рада
  - селище Чернелиця
- Білківська сільська рада
  - село Білка
- Вільховецька сільська рада
  - село Вільховець
- Далешівська сільська рада
  - село Далешове
- Дубківська сільська рада
  - село Дубка
- Колінківська сільська рада
  - село Колінки
- Копачинська сільська рада
  - село Копачинці
- Корніївська сільська рада
  - село Корніїв
- Кунисівська сільська рада
  - село Кунисівці
- Михальченська сільська рада
  - село Михальче
- Поточищенська сільська рада
  - село Поточище
- Репужинська сільська рада
  - село Репужинці
- Семаківська сільська рада
  - село Семаківці
- Хмелівська сільська рада
  - село Хмелева